# ЛГБТ+ миграције
ЛГБТ+ миграција је напуштање нетолерантних и дискриминаторних области од стране лезбијки, гејева, бисексуалаца, трансродних и осталих не-цисхет људи у потрази за толерантнијим окружењем.

## ЛГБТ+ дискиминација и толерантност у различитим деловима света

### Аустралија
На почетку 20. века на хомосексуалност се гледало као на валидан разлог за протеривање у Аустралију. Имиграција је изричито дозвољена 80-их година 20. века.

### Северна Америка
Почетком 20. века, хомосексуалност се сматрала менталним поремећајем и имиграција је хомосексуалцима била забрањена у Сједињеним државама и Канади. Канада је дозволила имиграцију 1991.

#### Сједињене Америчке Државе
Акт о имиграцији и националности из 1965. је први закон у САД који експлицитно спречава "сексуално настране" да уђу у земљу. Такође је захтевао да се ове особе депортују.
Страх боје лаванде (назив за прогоне хомосексуалаца 50-их година у САД) антикомунистичке Америке створила је додатне прогоне хомосексуалаца и страх према људима истополне сексуалне оријентације. После рата, "Кампања за елиминацију перверзњака" иницирана у Вашингтону од стране полиције резултовала је бројним хапшењима геј мушкараца од којих су многи због тога изгубили послове.
Америчка војска није примала хомосексуалце до 2011. говоривши да нису погодни за ту дужност. Закон познат као "Не питај, не причај" дозволио је ЛГБ људима да служе војци све док крију своју сексуалну оријентацију. Обамина влада дозволила је ЛГБ људима да отворено служе у војсци.

#### Мексико
У Мексику је између 2002. и 2007. око 1000 људи, углавном геј мушкараца, убијено због хомосексуалности. Та статистика ставља Мексико на друго место по количини хомофобичних злочина у свету(после Бразила). Зна се за само 16 жена које су због истог убијене између 1995. и 2004.

### Европа
Грци, Римљани и већина медитеранских култура је величала хомосексуалност у античко време, и пре седмог века Европа није имала законе који су то забрањивали.
Почев од 16, и 17. века, Европа је сматрала хомсексуалност за злочин кажњив смрћу. Касније, током Холокауста, хомосексуалци су били скупљани и убијани са Јеврејима.
Законима у Енглеској и Велсу из 1533. и 1536. геј секс је кажњаван вешањем.
Под Стаљином је мушка хомосексуалност криминализована 1933. и кажњавана са 5 година робије у Русији. Ово није одбачено све до 1993.
Преко половине од 80 земаља које су криминализовале хомосексуалност су биле Британске колоније. Неки претпостављају да су британске анти-геј пароле током 19. века наставиле свој утицај.

### Африка
Многе афричке државе кажњавају хомосексуалност смрћу, попут Мауританије, Судана, и северне Нигерије, где се лезбијке и гејеви некад каменују. Институциално сексуално угњетавање је широко присутно у Камеруну, Бурундију, Руанди, Уганди и Гамбији. Зимбабве је забранио хомосексуалне чинове 1995.

#### Уганда
У Уганди, „додиривање особе са хомосексуалном намером" кажњиво је доживотном робијом, а радње које се сматрају за промовисање хомосексуалност доносе 7 година затвора. Ово укључује залагање за људска права геј људи, припадање геј организацији и залагање за безбедан геј секс.

#### Јужноафричка република
Силовање ЛГБТ+ особа са циљем да се „исправи" њихова „ненормалност" је распрострањено у Јужноафричкој Републици. Ово може да буде врло штетно, поготово узимајући у обзир високу стопу ХИВ-а у овој држави.

### Азија

#### Авганистан
Под утицајем Талибана, мушкарце оптужени за содому су убијани рушењем зидова на њих. У фебруару 1998, три мушкарца оптужена за содомију су постављена у подножје цигленог и блатног зида, који је потом срушен на њих тенком. Слична казна је изречена и у марту исте године. Вођа Талибана Мула Мухамед Хасан је наводно изјавио да „наши религијски академици не могу да се сложе која је права казна за хомосексуалност. Неки кажу да треба да их бацамо са високих кровова, док други тврде да треба да ископамо рупу пред зида, гурнемо их унутра, закопамо, а онда срушимо зид на њих. Пре владавине талибана, наводно „исламска“ казна рушења зидова на хомосексуалце није била преседан.
После пада Талибана, хомосексуалност је постала кажњива новчаним казнама и затворском казном.

#### Кина
Бисексуално понашање се сматрало нормалним у античкој Кини.
Са додиром са западом и у Кини се на хомосексуалност почело гледати као на ментални поремећај током касне династије Ћинг. Криминализована је 1740. године. Касније, у Републици Кини, хомосексуалност није била илегална али ни прихваћена.

#### Северна Кореја
Севернокорејске власти тврде да геј култура потиче из грехова капиталистичких друштава. Хомосексуалност се кажњава са до две године затвора.

#### Иран
У Ирану, волонтерска паравојна формација, Басиџ, делом ради као "морална полиција". Између осталог су налазили и прогонили ЛГБТ+ особе.

#### Ирак
У Багдаду је 2009. године извршен низ анти-геј злочина. Ирачка паравојна јединица је мучила мушке хомосексуалце на начине који су се углавном завршавали смрћу. Ирачка ЛГБТ+ група је претрпела 63 случаја мучења својих чланова. Убиства ЛГБТ+ особа су наручена од стране анонимних појединаца.

#### Израел
У Израелу, гејевима и лезбијкама је дозвољено да служе у војсци, што се први пут десило 1993. Такође је забрањена дискриминација. Израелска влада такође даје средства ЛГБ+Т огранизацијама и председник владе је се јавно изаснио против злочина мржње према ЛГБТ+ особама. ЛГБТ+ имигранти који су легално венчани у другим државама су признате у Израелу.

#### Саудијска Арабија
У Саудијској Арабији, хомосексуалност носи казну јавног погубљења кад се оптужени упуштао у покрете за права ЛГБТ+ особа, док остале казне укључују принудно мењање полних карактеристика, новчане казне, затворске казне и бичовање.

#### Турска
Турска је и држава у којој ЛГБТ+ људи траже азил, као и држава из које ЛГБТ+ људи беже. Тачан број ЛГБТ+ избеглица у Турској није познат пошто власти не прате статистике о миграцијама по сексуалној оријентацији и родном идентитету. Истраживања показују да већина ЛГБТ+ тражиоца азила долази из супсахарске Африке и са Блиског истока. LGBT refugees escaping from Turkey established a solidarity group in Austria.

### Интернационално
У септембру 2013, земље УН-а су прогласиле да штите ЛГБТ права, боре се против хомофобије и подржавају едукационе кампање за побољшање ЛГБТ права.
Светска здравствена организација је 1991. скинула хомосексуалност са листе менталних поремећаја.

## Актуелни трендови миграција
Истакнуте земље по ЛГБТ+ емиграцији су Иран, Ирак, Јамајка, Пакистан, Саудијска Арабија, Мексико и Бразил.
ЛГБТ+ мигранти емигрирају у Канаду, Уједињено Краљевство и Сједињене Државе. Године 1994. амерички закон о имиграцији препознао је сексуални прогон као основ за тражење азила. Амерички председник Барак Обама наредио је савезним агенцијама да пруже азил прогањаним ЛБГТК особама.
Подаци показују да је скоро 4400 људи у САД затражило азил од 2007. до 2017. године, али тачан број ЛГБТ+ особа које траже азил у Сједињеним Државама није познат од 2020. године 

### Блискоисточне ЛГБТ+ миграције у Израел
У поређењу са својим блискоисточним суседима, Израел има ширу политику подршке ЛГБТ+ грађанима за израелске грађане и прихвата ЛГБТ+ подносиоце захтева за азил. Израел је 1951. ратификовао Конвенцију и Протокол УН о статусу избеглица, који теоретски даје заштиту или азил свакоме ко има „основан страх од прогона“ и забрањује депортацију избеглица у земљу у којој су им животи првобитно били угрожени. Израел није експлицитно следио ову политику, али палестински ЛГБТ+ имигранти су прихваћени у израелске ЛГБТ+ заједнице, где су претходни легални ЛГБТ+ бракови званично признати, иако геј бракови нису легални у Израелу. Као резултат тога, примећена је блискоисточна миграција ЛГБТ+ особа у Израел. Магазин ut 2је 010. године нкрстиоТел Авив „геј престоницом Блиског истока“  .
Међутим, критичари истичу да је држава Израел користила питање геј права као начин да одврати пажњу од других кршења људских права које врши држава (пракса која се зове Пинквошинг) и да оживи имиџ нације у међународној заједници. Ови критичари сугеришу да су, у ствари, Тел Авив и Израел у целини снажно раздвојени од искустава и циљева квир заједница у остатку региона Блиског истока и Северне Африке. Стога се не може нужно сматрати да се израелски ЛГБТ+ мигранти и тражиоци азила из суседних арапских земаља селе у земљу домаћина са блиским културним афинитетима и лакоћом прилагођавања.

### Непал и Филипини
Већина породица ЛГБТ+ миграната из Непала и са Филипина указује на то да иако већина породица ЛГБТ+ миграната „не одобрава њихов стил живота”, слање новца назад из државе у коју су побегли помаже да се разбију предсрасуде везане за њихову сексуалну оријентацију или родни идентитет.

### Ирске ЛГБТ+ миграције у Лондон
Познато је да Ирци мигрирају у Уједињено Крањевство, а посебно у Лондон где обично покушавају да нађу посао. Скорије, Лондон је видео велику имиграцију ирских ЛГБТ+ особа које се надају да ће пронаћи прихватљивије друштвено окружење. Урбана подручја и велики међународни градови се често сматрају толерантним и сексуално разноликим, а многи већ садрже успостављене квир заједнице.
Ирски ЛГБТ+ имигранти често доживљавају рањивост у одсуству породичних мрежа, што се погоршава у контексту хомофобије и сексуалне дискриминације. Правна заштита од сексуалне дискриминације при запошљавању уведена је у Уједињеном Краљевству тек 2003. године. Чак и када постоје законске одредбе и подршка, хомофобија наставља да отежава живот и процес миграције квир мигрантима.

## Тражиоци азила и имигранти
Избеглице, према дефиницији Високог комесаријата Уједињених нација за избеглице (УНХЦР), су расељена лица која „због основаног страха да ће бити прогањана због расе, вере, националности, припадности одређеној друштвеној групи или политичког мишљења, изван земље свог држављанства, а није у могућности или, због таквог страха, не жели да се послужи заштитом те земље“. ЛГБТ+ избеглице су они који су прогањани због своје сексуалности или родне оријентације и не могу да нађу заштиту од своје матичне нације. Појединци могу да траже статус избеглице или азил на неколико различитих начина: могу се регистровати у испостави УН-а, посетити своју земљу и визу и поднети захтев када су у земљи, или могу поднети извештај у свом званичном седишту владиног представништва. Када се захтев поднесе, земља намењена за прерасподелу процењује подобност захтева за азил. УНХЦР Током састанака ради утврђивања подобности и подобности, кандидати се суочавају са препрекама које их могу спречити да поднесу успешан захтев.

### Кретање по систему
Прва препрека са којом се суочавају тражиоци азила је кретање кроз процес подношења захтева за избеглички статус или азил. Неке земље, укључујући Сједињене Државе, не нуде никакву правну помоћ у подношењу захтева за азил, захтевајући од подносиоца захтева да пронађе и финансира сопствено правно заступање. Многи подносиоци захтева у Сједињеним Државама не добијају адвоката током овог процеса и сами себе заступају. Друге земље, попут Уједињеног Краљевства, нуде правну помоћ, повећавајући број подносилаца захтева који имају приступ правном савету и заступању у подношењу захтева за избеглички статус или азил.
Док многе избеглице имају исте потешкоће у навигацији кроз систем, ЛГБТ+ избеглице се суочавају са додатним изазовима због природе свог захтева. Заједнице се граде међу ЛГБТ+ избеглицама и тражиоцима азила, што доводи до мреже савета о томе како да се крећете у систему. Ове мреже помажу у дељењу прича о успеху у навигацији кроз систем. Агенције које финансира влада за пресељење и помоћ избеглицама и тражиоцима азила могу понудити даљу, општију помоћ. Према Керол Бомер и Ејми Шуман, статистика јасно показује да су шансе за успешан захтев за азил или избеглицу знатно побољшане уз правну помоћ у Сједињеним Државама. Штавише, проценат захтева за избеглице прихваћених због ЛГБТ+ захтева је мањи у поређењу са хетеросексуалцима.
Избеглице се такође суочавају са потешкоћама у обезбеђивању смештаја када им се одобри процес подношења захтева. У Уједињеном Краљевству, на пример, избеглице се могу суочити са потешкоћама у интеграцији у квартове, и суочавају се са празнинама у пружању услуга, избору стамбених опција и сталној подршци.

### Кредибилитет
Због природе сексуалност и рода, подносиоци захтева тешко имају потешкоће да докажу кредибилитет своје приче. Sexuality and gender identification is a private expression that cannot be determined by appearance. Кад траже азил, од апликаната се тражи да докажу своју сексуалну оријентацију или родни идентитет. Такође се очекује да докажу да су им животи у опасности. Пд апликаната за азил на основу сексуалне оријентације се очекује да презентују наратив идентитета. Постоји више препрека ка доказивању кредибилности тврдње.
Према речима Неве Вагнер, захтеви за азил у Уједињеном Краљевству суочавају се са „озлоглашеним изазовом“. Преко 98% захтева за сексуалну оријентацију одбијено је у Уједињеном Краљевству између 2005. и 2009. године, у поређењу са 76,5% одбијања за све подносиоце захтева за азил. Бисексуалци се суочавају са још већим изазовом због своје двојне сексуалности. У тврдњама о бисексуалности, подносиоци захтева морају показати да су у опасности од прогона, чак и ако им њихова сексуалност дозвољава да се понашају на хетеросексуалан начин.
Адвокат С. Челван известио је Huffington Post да је употреба порнографских доказа – појединци који снимају себе како имају секс са истополним партнерима – порасла због оспоравања кредибилитета квир тврдњи. Штавише, службеници за имиграцију су одбили сведоке због веродостојности захтева за квир азил ако сведок није имао секс са подносиоцем захтева. Кредибилитет постаје проблем, јер многе избеглице чувају свој идентитет као квир тајну од сопствене породице и пријатеља како би избегле прогон.

### Културне разлике у роду и наративима
Први корак у верификацији подобности за тражиоце азила и избеглице је почетна истрага о томе зашто се тражи азил. Ово се често ради путем наратива кандидата, где се подносиоцима захтева постављају питања о њиховим искуствима и процењују се како њихове приче одговарају условима подобности. У Уједињеном Краљевству, почетном утврђивању кредибилитета придаје се велики значај. Првобитне одлуке се не могу преиспитати жалбом, а ако се испита кредибилитет, првотним одлукама се даје предност. Препричавање њихових искустава може бити трауматично и неусклађено са хронолошким причањем које се очекује у западним наративима. У наративима постоји и инхерентно родно очекивање. Рејчел Луис пише да „расни, класификовани и родно засновани стереотипи о мушком хомосексуалном идентитету на које се обично позивају судије за азил представљају посебне изазове за лезбијске подносиоце захтева за азил“.
Жене се суочавају са додатним препрекама, било да су лезбијке, бисексуалке, трансродне или хетеросексуалке. Женски наративи о прогону често се дешавају у кући, тако да се насиље које доживљавају жене често схвата мање озбиљно од мушкараца. Рејчел Луис тврди да се жеље и привлачност истополних жена често занемарују у случајевима у Уједињеном Краљевству, а подносиоци захтева се суочавају са „недостатком простора за представљање унутар хетеронормативних наратива о азилу за артикулацију истополне жеље". Једноставно речено, лезбијски наративи се не уклапају у очекивану слику ЛГБТ+ кандидата. Уместо тога, очекује се да жене буду дискретне у својим пословима како би избегле прогон. Прогон лезбијки се може посматрати као рутина у земљама у којима је уобичајено да жене буду силоване—тада свака жена је у опасности да буде нападнута, а њихов лезбијски идентитет не би представљао прогон због тога што је део друштвене групе. Жене које се чине рањивим зато што су отворено лезбијке или странке „којима треба спас од опресивних патријархалних култура – читај култура трећег света" имају већу вероватноћу да добију политички азил због сексуалности него жене које се приватно идентификују као лезбијке.